# 小浜警察署 (長崎県)
小浜警察署（おばまけいさつしょ）は、かつて長崎県南高来郡小浜町（2005年（平成17年）10月11日より雲仙市）にあった警察署である。
2006年（平成18年）4月1日に国見警察署（雲仙市国見町）と統合され、雲仙警察署に改組され消滅した。

## 所在地
- 長崎県雲仙市小浜町南本町7番地25

庁舎はそのまま雲仙警察署の庁舎として用いられている。